# Grangea madagascariensis
Grangea madagascariensis là một loài thực vật có hoa trong họ Cúc. Loài này được Vatke mô tả khoa học đầu tiên năm 1885.